# Globuline
Le globuline sono una classe di proteine globulari caratterizzate da un peso molecolare maggiore di quello dell'albumina, da insolubilità in acqua distillata e da solubilità in soluzioni saline diluite.
Molte globuline sono proteine plasmatiche e sono sintetizzate in gran parte dal fegato e dai tessuti linfatici.

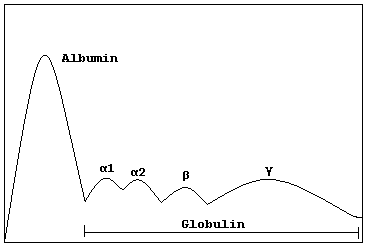

A seconda della banda occupata nel processo di elettroforesi, le globuline sieriche si dividono in alfa globuline (inibitori di proteasi), β-globuline (proteine di trasporto) e γ-globuline o immunoglobuline secrete dalle plasmacellule (linfociti B attivati) che contribuiscono al sistema di difesa immunitaria del nostro organismo.
Tra le altre globuline animali vi sono la miosina dei muscoli, la tireoglobulina prodotta dalla ghiandola tiroide, la lattoglobulina del latte, le globuline del plasma sanguigno e del cristallino. Esempi di globuline di origine vegetale sono l'edestina dei semi di canapa, la faseolina dei fagioli, la glicinina della soia.